# Eleições autárquicas portuguesas de 1982 no distrito do Porto
| Eleições autárquicas portuguesas de 1982 Distritos: Aveiro \| Beja \| Braga \| Bragança \| Castelo Branco \| Coimbra \| Évora \| Faro \| Guarda \| Leiria \| Lisboa \| Portalegre \| Porto \| Santarém \| Setúbal \| Viana do Castelo \| Vila Real \| Viseu \| Açores \| Madeira |

## Resultados por concelho
Os resultados nos concelhos do Distrito do Porto foram os seguintes:

### Amarante
| Partido                 | Partido                   | Votos  | %               | +/-  | Vereadores | +/-     |
| ----------------------- | ------------------------- | ------ | --------------- | ---- | ---------- | ------- |
|                         | Partido Social Democrata  | 10 281 | 41,40 / 100,00  | 2,67 | 4 / 7      | Estável |
|                         | Partido Socialista        | 8 928  | 35,95 / 100,00  | 5,26 | 3 / 7      | Estável |
|                         | Centro Democrático Social | 2 416  | 9,73 / 100,00   | 0,06 | 0 / 7      | Estável |
|                         | Aliança Povo Unido        | 1 781  | 7,17 / 100,00   | 1,91 | 0 / 7      | Estável |
|                         | União Democrática Popular | 355    | 1,43 / 100,00   | 0,27 | 0 / 7      | Estável |
| Votos Inválidos         | Votos Inválidos           | 1 071  | 4,31 / 100,00   | 0,60 |            |         |
| Total                   | Total                     | 24 832 | 100,00 / 100,00 |      | 7 / 7      |         |
| Eleitorado/Participação | Eleitorado/Participação   | 34 306 | 72,38 / 100,00  | 2,48 |            |         |

### Baião
| Partido                 | Partido                 | Votos  | %               | +/-   | Vereadores | +/-     |
| ----------------------- | ----------------------- | ------ | --------------- | ----- | ---------- | ------- |
|                         | Partido Socialista      | 6 765  | 55,56 / 100,00  | 16,58 | 4 / 7      | 1       |
|                         | Aliança Democrática     | 4 422  | 36,32 / 100,00  | 10,61 | 3 / 7      | 1       |
|                         | Aliança Povo Unido      | 446    | 3,66 / 100,00   | 4,38  | 0 / 7      | Estável |
| Votos Inválidos         | Votos Inválidos         | 542    | 4,45 / 100,00   | 1,60  |            |         |
| Total                   | Total                   | 12 175 | 100,00 / 100,00 |       | 7 / 7      |         |
| Eleitorado/Participação | Eleitorado/Participação | 16 514 | 73,73 / 100,00  | 5,15  |            |         |

### Felgueiras
| Partido                 | Partido                 | Votos  | %               | +/-   | Vereadores | +/-     |
| ----------------------- | ----------------------- | ------ | --------------- | ----- | ---------- | ------- |
|                         | Partido Socialista      | 13 328 | 58,01 / 100,00  | 13,16 | 5 / 7      | 1       |
|                         | Aliança Democrática     | 7 694  | 33,49 / 100,00  | 10,59 | 2 / 7      | 1       |
|                         | Aliança Povo Unido      | 1 121  | 4,88 / 100,00   | 3,16  | 0 / 7      | Estável |
| Votos Inválidos         | Votos Inválidos         | 832    | 3,62 / 100,00   | 0,59  |            |         |
| Total                   | Total                   | 22 975 | 100,00 / 100,00 |       | 7 / 7      |         |
| Eleitorado/Participação | Eleitorado/Participação | 30 894 | 74,37 / 100,00  | 4,38  |            |         |

### Gondomar
| Partido                 | Partido                   | Votos  | %               | +/-  | Vereadores | +/-     |
| ----------------------- | ------------------------- | ------ | --------------- | ---- | ---------- | ------- |
|                         | Partido Socialista        | 26 522 | 38,34 / 100,00  | 1,06 | 4 / 9      | 1       |
|                         | Partido Social Democrata  | 21 741 | 31,43 / 100,00  | -    | 3 / 9      | -       |
|                         | Aliança Povo Unido        | 14 349 | 20,74 / 100,00  | 0,75 | 2 / 9      | Estável |
|                         | Centro Democrático Social | 4 669  | 6,75 / 100,00   | -    | 0 / 9      | -       |
| Votos Inválidos         | Votos Inválidos           | 1 892  | 2,74 / 100,00   | 0,60 |            |         |
| Total                   | Total                     | 69 173 | 100,00 / 100,00 |      | 9 / 9      |         |
| Eleitorado/Participação | Eleitorado/Participação   | 90 051 | 76,82 / 100,00  | 0,37 |            |         |

### Lousada
| Partido                 | Partido                 | Votos  | %               | +/-  | Vereadores | +/-     |
| ----------------------- | ----------------------- | ------ | --------------- | ---- | ---------- | ------- |
|                         | Aliança Democrática     | 8 218  | 47,57 / 100,00  | 4,02 | 4 / 7      | Estável |
|                         | PS-UEDS                 | 7 127  | 41,26 / 100,00  | Novo | 3 / 7      | Novo    |
|                         | Aliança Povo Unido      | 1 322  | 7,65 / 100,00   | 2,28 | 0 / 7      | Estável |
| Votos Inválidos         | Votos Inválidos         | 607    | 3,52 / 100,00   | 0,66 |            |         |
| Total                   | Total                   | 17 274 | 100,00 / 100,00 |      | 7 / 7      |         |
| Eleitorado/Participação | Eleitorado/Participação | 23 289 | 74,17 / 100,00  | 2,04 |            |         |

### Maia
| Partido                 | Partido                   | Votos  | %               | +/-  | Vereadores | +/-     |
| ----------------------- | ------------------------- | ------ | --------------- | ---- | ---------- | ------- |
|                         | Aliança Democrática       | 18 548 | 44,30 / 100,00  | 1,33 | 4 / 9      | 1       |
|                         | Partido Socialista        | 15 700 | 37,50 / 100,00  | 1,48 | 4 / 9      | 1       |
|                         | Aliança Povo Unido        | 5 908  | 14,11 / 100,00  | 0,22 | 1 / 9      | Estável |
|                         | União Democrática Popular | 543    | 1,30 / 100,00   | 0,07 | 0 / 9      | Estável |
| Votos Inválidos         | Votos Inválidos           | 1 168  | 2,79 / 100,00   | 1,00 |            |         |
| Total                   | Total                     | 41 867 | 100,00 / 100,00 |      | 9 / 9      |         |
| Eleitorado/Participação | Eleitorado/Participação   | 56 349 | 74,30 / 100,00  | 2,26 |            |         |

### Marco de Canaveses
| Partido                 | Partido                   | Votos  | %               | +/-  | Vereadores | +/-     |
| ----------------------- | ------------------------- | ------ | --------------- | ---- | ---------- | ------- |
|                         | Centro Democrático Social | 6 400  | 30,59 / 100,00  | -    | 3 / 7      | -       |
|                         | Partido Social Democrata  | 6 248  | 29,86 / 100,00  | -    | 2 / 7      | -       |
|                         | Partido Socialista        | 6 227  | 29,76 / 100,00  | 1,26 | 2 / 7      | Estável |
|                         | Aliança Povo Unido        | 1 430  | 6,83 / 100,00   | 1,99 | 0 / 7      | Estável |
| Votos Inválidos         | Votos Inválidos           | 617    | 2,95 / 100,00   | 0,50 |            |         |
| Total                   | Total                     | 20 922 | 100,00 / 100,00 |      | 7 / 7      |         |
| Eleitorado/Participação | Eleitorado/Participação   | 28 621 | 73,10 / 100,00  | 3,38 |            |         |

### Matosinhos
| Partido                 | Partido                   | Votos  | %               | +/-   | Vereadores | +/-     |
| ----------------------- | ------------------------- | ------ | --------------- | ----- | ---------- | ------- |
|                         | Partido Socialista        | 39 516 | 54,21 / 100,00  | 11,78 | 6 / 9      | 2       |
|                         | Partido Social Democrata  | 12 345 | 16,94 / 100,00  | -     | 1 / 9      | -       |
|                         | Aliança Povo Unido        | 10 693 | 14,67 / 100,00  | 0,99  | 1 / 9      | Estável |
|                         | Centro Democrático Social | 8 577  | 11,77 / 100,00  | -     | 1 / 9      | -       |
| Votos Inválidos         | Votos Inválidos           | 1 763  | 2,42 / 100,00   | 0,76  |            |         |
| Total                   | Total                     | 72 894 | 100,00 / 100,00 |       | 9 / 9      |         |
| Eleitorado/Participação | Eleitorado/Participação   | 98 210 | 74,22 / 100,00  | 2,63  |            |         |

### Paços de Ferreira
| Partido                 | Partido                   | Votos  | %               | +/-  | Vereadores | +/-     |
| ----------------------- | ------------------------- | ------ | --------------- | ---- | ---------- | ------- |
|                         | Partido Social Democrata  | 9 663  | 48,10 / 100,00  | 2,85 | 4 / 7      | Estável |
|                         | Centro Democrático Social | 6 341  | 31,57 / 100,00  | 3,44 | 2 / 7      | Estável |
|                         | Partido Socialista        | 2 374  | 11,82 / 100,00  | 5,41 | 1 / 7      | Estável |
|                         | Aliança Povo Unido        | 1 245  | 6,20 / 100,00   | 1,34 | 0 / 7      | Estável |
| Votos Inválidos         | Votos Inválidos           | 465    | 2,32 / 100,00   | 0,47 |            |         |
| Total                   | Total                     | 20 088 | 100,00 / 100,00 |      | 7 / 7      |         |
| Eleitorado/Participação | Eleitorado/Participação   | 25 802 | 77,85 / 100,00  | 0,80 |            |         |

### Paredes
| Partido                 | Partido                   | Votos  | %               | +/-  | Vereadores | +/-     |
| ----------------------- | ------------------------- | ------ | --------------- | ---- | ---------- | ------- |
|                         | Centro Democrático Social | 13 588 | 44,01 / 100,00  | 2,65 | 4 / 7      | Estável |
|                         | Partido Socialista        | 7 808  | 25,29 / 100,00  | 6,22 | 2 / 7      | 1       |
|                         | Partido Social Democrata  | 6 388  | 20,69 / 100,00  | 9,50 | 1 / 7      | 1       |
|                         | Aliança Povo Unido        | 2 155  | 6,98 / 100,00   | 0,14 | 0 / 7      | Estável |
| Votos Inválidos         | Votos Inválidos           | 934    | 3,02 / 100,00   | 0,76 |            |         |
| Total                   | Total                     | 30 873 | 100,00 / 100,00 |      | 7 / 7      |         |
| Eleitorado/Participação | Eleitorado/Participação   | 40 416 | 76,39 / 100,00  | 1,62 |            |         |

### Penafiel
| Partido                 | Partido                 | Votos  | %               | +/-   | Vereadores | +/-     |
| ----------------------- | ----------------------- | ------ | --------------- | ----- | ---------- | ------- |
|                         | Partido Socialista      | 13 221 | 43,47 / 100,00  | 7,43  | 4 / 7      | 1       |
|                         | Aliança Democrática     | 12 652 | 41,60 / 100,00  | 10,48 | 3 / 7      | 1       |
|                         | Aliança Povo Unido      | 2 871  | 9,44 / 100,00   | 1,37  | 0 / 7      | Estável |
|                         | PCTP/MRPP               | 732    | 2,41 / 100,00   | 0,79  | 0 / 7      | Estável |
| Votos Inválidos         | Votos Inválidos         | 941    | 3,10 / 100,00   | 0,91  |            |         |
| Total                   | Total                   | 30 417 | 100,00 / 100,00 |       | 7 / 7      |         |
| Eleitorado/Participação | Eleitorado/Participação | 39 501 | 77,00 / 100,00  | 3,74  |            |         |

### Porto
| Partido                 | Partido                   | Votos   | %               | +/-  | Vereadores | +/-     |
| ----------------------- | ------------------------- | ------- | --------------- | ---- | ---------- | ------- |
|                         | Aliança Democrática       | 81 475  | 42,61 / 100,00  | 6,06 | 6 / 13     | 1       |
|                         | Partido Socialista        | 65 881  | 34,45 / 100,00  | 3,72 | 5 / 13     | 1       |
|                         | Aliança Povo Unido        | 37 275  | 19,49 / 100,00  | 2,76 | 2 / 13     | Estável |
|                         | União Democrática Popular | 1 568   | 0,82 / 100,00   | 0,78 | 0 / 13     | Estável |
|                         | PCTP/MRPP                 | 480     | 0,25 / 100,00   | 0,34 | 0 / 13     | Estável |
|                         | OCMLP                     | 315     | 0,16 / 100,00   | Novo | 0 / 13     | Novo    |
| Votos Inválidos         | Votos Inválidos           | 4 216   | 2,20 / 100,00   | 0,52 |            |         |
| Total                   | Total                     | 191 210 | 100,00 / 100,00 |      | 13 / 13    |         |
| Eleitorado/Participação | Eleitorado/Participação   | 259 187 | 73,77 / 100,00  | 5,48 |            |         |

### Póvoa de Varzim
| Partido                 | Partido                   | Votos  | %               | +/-  | Vereadores | +/-     |
| ----------------------- | ------------------------- | ------ | --------------- | ---- | ---------- | ------- |
|                         | Centro Democrático Social | 9 443  | 35,97 / 100,00  | 4,13 | 3 / 7      | Estável |
|                         | Partido Social Democrata  | 7 395  | 28,17 / 100,00  | 4,01 | 2 / 7      | Estável |
|                         | Partido Socialista        | 5 666  | 21,58 / 100,00  | 2,43 | 1 / 7      | 1       |
|                         | Aliança Povo Unido        | 2 928  | 11,15 / 100,00  | 1,51 | 1 / 7      | 1       |
| Votos Inválidos         | Votos Inválidos           | 822    | 3,13 / 100,00   | 1,05 |            |         |
| Total                   | Total                     | 26 254 | 100,00 / 100,00 |      | 7 / 7      |         |
| Eleitorado/Participação | Eleitorado/Participação   | 35 449 | 74,06 / 100,00  | 3,82 |            |         |

### Santo Tirso
| Partido                 | Partido                    | Votos  | %               | +/-  | Vereadores | +/- |
| ----------------------- | -------------------------- | ------ | --------------- | ---- | ---------- | --- |
|                         | Partido Socialista         | 21 800 | 43,30 / 100,00  | 0,83 | 5 / 9      | 1   |
|                         | Partido Social Democrata   | 13 013 | 25,85 / 100,00  | -    | 2 / 9      | -   |
|                         | Centro Democrático Social  | 8 224  | 16,34 / 100,00  | -    | 1 / 9      | -   |
|                         | Aliança Povo Unido         | 4 754  | 9,44 / 100,00   | 0,91 | 1 / 9      | 1   |
|                         | Partido Popular Monárquico | 1 186  | 2,36 / 100,00   | -    | 0 / 9      | -   |
| Votos Inválidos         | Votos Inválidos            | 1 366  | 2,71 / 100,00   | 0,45 |            |     |
| Total                   | Total                      | 50 343 | 100,00 / 100,00 |      | 9 / 9      |     |
| Eleitorado/Participação | Eleitorado/Participação    | 66 510 | 75,69 / 100,00  | 4,00 |            |     |

### Valongo
| Partido                 | Partido                   | Votos  | %               | +/-  | Vereadores | +/-     |
| ----------------------- | ------------------------- | ------ | --------------- | ---- | ---------- | ------- |
|                         | Partido Socialista        | 13 077 | 42,36 / 100,00  | 6,71 | 4 / 7      | 1       |
|                         | Partido Social Democrata  | 7 720  | 25,00 / 100,00  | -    | 2 / 7      | -       |
|                         | Aliança Povo Unido        | 5 878  | 19,04 / 100,00  | 1,46 | 1 / 7      | Estável |
|                         | Centro Democrático Social | 3 140  | 10,17 / 100,00  | -    | 0 / 7      | -       |
|                         | União Democrática Popular | 205    | 0,66 / 100,00   | 0,87 | 0 / 7      | Estável |
| Votos Inválidos         | Votos Inválidos           | 854    | 2,76 / 100,00   | 0,65 |            |         |
| Total                   | Total                     | 30 874 | 100,00 / 100,00 |      | 7 / 7      |         |
| Eleitorado/Participação | Eleitorado/Participação   | 42 206 | 73,15 / 100,00  | 1,93 |            |         |

### Vila do Conde
| Partido                 | Partido                 | Votos  | %               | +/-  | Vereadores | +/-     |
| ----------------------- | ----------------------- | ------ | --------------- | ---- | ---------- | ------- |
|                         | Partido Socialista      | 17 402 | 54,12 / 100,00  | 1,07 | 5 / 7      | 1       |
|                         | Aliança Democrática     | 10 382 | 32,29 / 100,00  | 5,67 | 2 / 7      | 1       |
|                         | Aliança Povo Unido      | 3 132  | 9,74 / 100,00   | 2,87 | 0 / 7      | Estável |
| Votos Inválidos         | Votos Inválidos         | 1 238  | 3,85 / 100,00   | 1,73 |            |         |
| Total                   | Total                   | 32 154 | 100,00 / 100,00 |      | 7 / 7      |         |
| Eleitorado/Participação | Eleitorado/Participação | 42 439 | 75,77 / 100,00  | 3,42 |            |         |

### Vila Nova de Gaia
| Partido                 | Partido                   | Votos   | %               | +/-  | Vereadores | +/-     |
| ----------------------- | ------------------------- | ------- | --------------- | ---- | ---------- | ------- |
|                         | Partido Socialista        | 51 138  | 42,33 / 100,00  | 5,06 | 5 / 11     | 1       |
|                         | Partido Social Democrata  | 32 535  | 26,93 / 100,00  | -    | 3 / 11     | -       |
|                         | Aliança Povo Unido        | 20 584  | 17,04 / 100,00  | 2,00 | 2 / 11     | Estável |
|                         | Centro Democrático Social | 11 809  | 9,78 / 100,00   | -    | 1 / 11     | -       |
|                         | União Democrática Popular | 955     | 0,79 / 100,00   | 0,60 | 0 / 11     | Estável |
| Votos Inválidos         | Votos Inválidos           | 3 785   | 3,13 / 100,00   | 1,38 |            |         |
| Total                   | Total                     | 120 806 | 100,00 / 100,00 |      | 11 / 11    |         |
| Eleitorado/Participação | Eleitorado/Participação   | 160 711 | 75,17 / 100,00  | 1,26 |            |         |